# فیلیپو دیستفانو
فیلیپو دیستفانو (انگلیسی: Filippo Distefano؛ زادهٔ تاریخ ورودی نامعتبر است) بازیکن فوتبال است.